# European State Aid Law Quarterly
European State Aid Law Quarterly (EStAL) ist eine juristische Fachzeitschrift in englischer Sprache im Bereich des Rechtes der europäischen Beihilfe, jedoch auch der staatlichen Subventionen.

## Geschichte
Die Zeitschrift wurde 2002 als Zeitschrift für das Recht im Themengebiet der staatlichen Subvention und Beihilfe eingerichtet. Ein Fokus liegt auf dem Recht der Europäischen Union. Autoren sind Akademiker, Richter und Mitglieder von Europäischer Kommission und nationalen Regierungen.
Auch die Redaktion besteht aus zahlreichen Akademikern und auch Mitgliedern der Kommission. Die Redaktion beschäftigt auch Autoren, die speziell für ein Mitgliedsland der Europäischen Union zuständig ist.

## Inhalt
Die Zeitschrift enthält zum einen Artikel über verschiedene Themen der staatlichen Beihilfe, Meinungsartikel, Fallstudien und Meldungen der Kommission. Die Fallstudien umfassen sowohl nationale, als auch europäische Gerichtsurteile. Die Artikel befassen sich dabei auch mit dem europäischen Recht im internationalen Kontext, so unter anderem im Zusammenhang mit dem WTO Übereinkommen über Fischereisubventionen.